# Synagoge (Louny)
Koordinaten: 50° 21′ 27″ N, 13° 47′ 59″ O

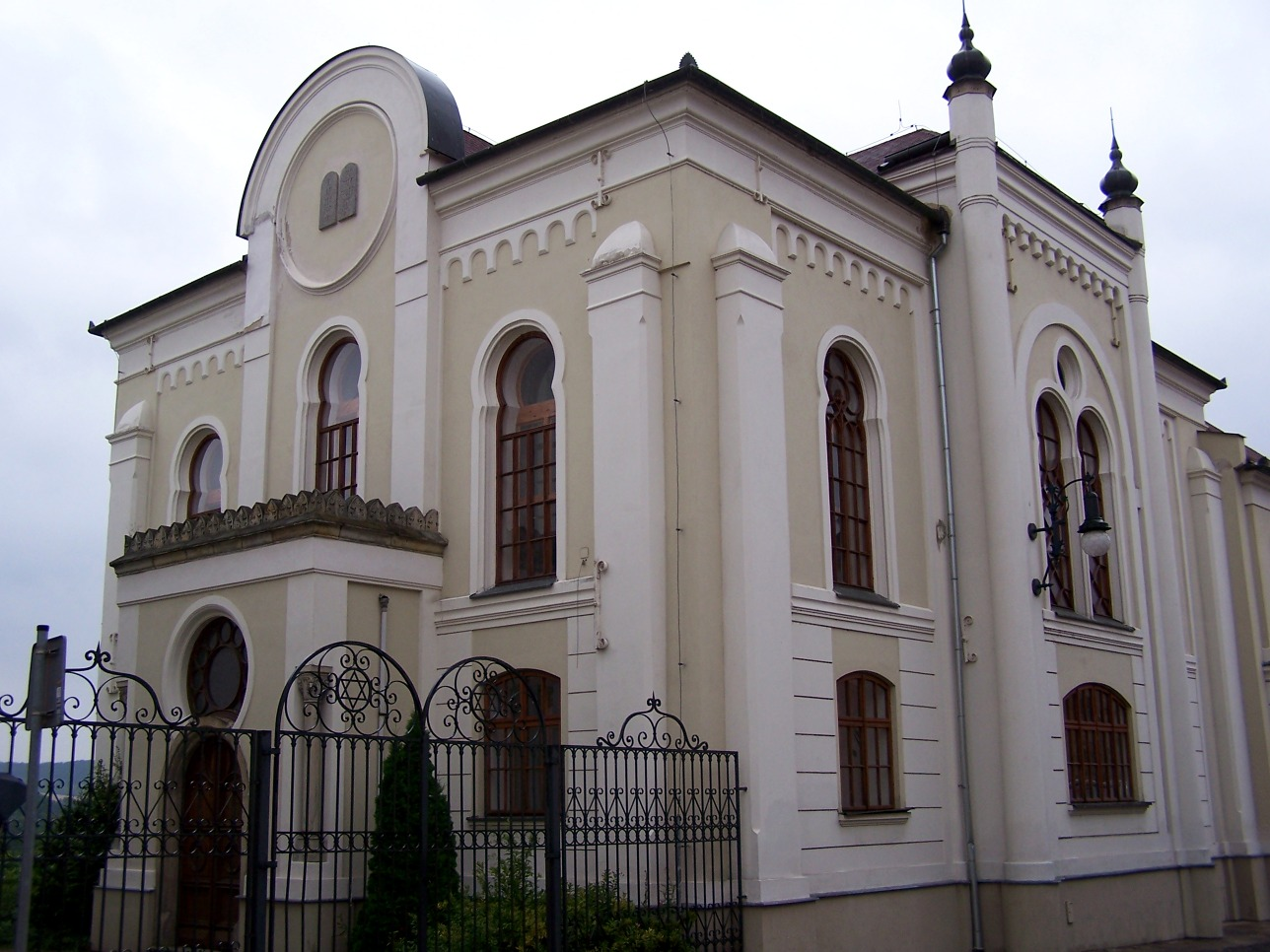
Synagoge in Louny

Die Synagoge in Louny (deutsch Laun), der Bezirksstadt des Okres Louny im Ústecký kraj in Tschechien, wurde 1871 errichtet. Die profanierte Synagoge befindet sich an der Hilbertova 70. 
Anfang der 1870er Jahre ließ die jüdische Gemeinde eine neue Synagoge im orientalisierenden Stil errichten. Sie wurde nach Plänen des Prager Architekten Johann Staniek erbaut.
Im ehemaligen Synagogengebäude ist heute ein Archiv untergebracht. Die Inneneinrichtung ist nicht erhalten.